# Atzelsdorf (Gemeinde Blindenmarkt)
Atzelsdorf ist ein Dorf in der Marktgemeinde Blindenmarkt, Niederösterreich. Mit Oktober 2017 wurde die damalige Ortschaft Atzelsdorf aufgelöst und mit Blindenmarkt zusammengelegt.

## Geografie
Das Dorf Atzelsdorf befindet sich einen Kilometer südwestlich von Blindenmarkt, südlich der Westbahn und der Wiener Straße (B1).

## Geschichte
Im Jahr 1822 wurde der Ort als Dorf mit 16 Häusern genannt, das nach Blindenmarkt eingepfarrt war, wohin auch die Kinder eingeschult wurden. Die Herrschaft Auhof besaß die Ortsobrigkeit und besorgte die Konskription. Die Landgerichtsbarkeit wurde von der Herrschaft Seisenegg ausgeübt. Die Untertanen und Grundholde des Ortes gehörten den Herrschaften Auhof, Pfarre St. Georgen am Ybbsfelde, Weinzierl, Ennsegg, Haagberg und Kammerhof oder verfügten über eigene Landrechte. Im Franziszeischen Kataster von 1822 ist Atzelsdorf als Haufendorf mit mehreren Gehöften verzeichnet.
Im Jahr 1938 waren laut Adressbuch von Österreich in Atzelsdorf eine Butter- und Eierhändlerin, ein Gastwirt, ein Schuster und zwei Landwirte mit Direktvertrieb ansässig.